# إليري كوين

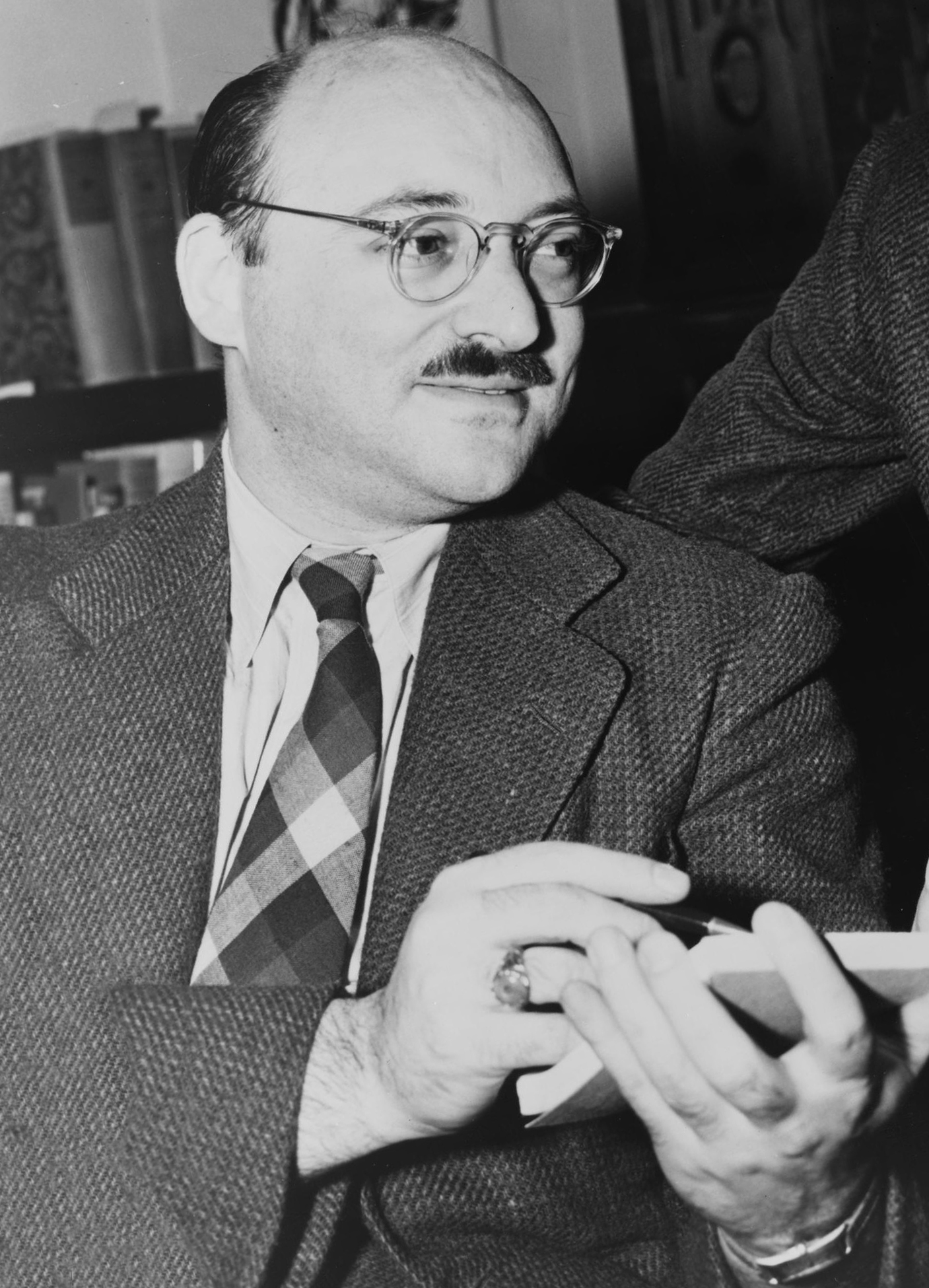
إليري كوين

إليري كوين (بالإنجليزية Ellery Queen) هو اسم مستعار أنشئ في عام 1929 من قبل مؤلفي الخيال الجنائي الأمريكيين: فريدريك داناي، ومانفريد بنينجتون لي، وهو اسم شخصيتهم الخيالية الرئيسية، وهو كاتب غامض في مدينة نيويورك يساعد والده مفتش الشرطة في حل جرائم القتل المحيرة.
 كتب داناي ولي أكثر من ثلاثين رواية والعديد من مجموعات القصص القصيرة التي ظهر فيها إليري كوين كشخصية، وكانت كتبهما من بين أكثر الألغاز الأمريكية شعبية نُشرت بين عامي 1929 و1971.
 بالإضافة إلى الخيال الذي يضم محقق الهواة الرائع الذي يحمل اسمه، عمل الرجلان كمحررين: بشخصية إليري كوين، حررا أكثر من ثلاثين مختارًا من خيال الجريمة والجريمة الحقيقية، وأسس داناي مجلة إليري كوين الغامضة وحررها لعقود عديدة، ونُشرت بشكل مستمر من عام 1941 حتى الوقت الحاضر. من عام 1961، كلف داناي ولي مؤلفين آخرين بكتابة أفلام الإثارة والجريمة باستخدام الاسم المستعار إليري كوين، ولكن دون إظهار إليري كوين كشخصية؛ نُسبت العديد من روايات الأحداث إلى إليري كوين جونيور. أخيرًا، كتب الثنائي البارز أربعة ألغاز تحت الاسم المستعار بارنابي روس.
بإضاقة طبقة أخرى من التعقيد إلى علاقتيهما، كان الرجلان أبناء عمومة، وأنشأا الاسم المستعار إليري كوين باستخدام أسمائهم المهنية.

## مهنة داناي ولي
في سلسلة ناجحة من الروايات والقصص القصيرة التي غطت 42 عامًا، كان «إليري كوين» بمثابة اسم مستعار مشترك لأبناء عمومتي العم داناي ولي، بالإضافة إلى اسم بطل المباحث الأساسي الذي أنشآه. خلال الثلاثينيات وأغلب الأربعينيات من القرن الماضي، كان هذا البطل البوليسي أشهر محقق أمريكي خيالي. وكانت الأفلام والبرامج الإذاعية والبرامج التلفزيونية مبنية على أعمال داناي ولي.
   كان فريدريك داناي، دون تدخل كبير من لي، مؤسسًا ومديرًا لمجلة إليري كوينز ميستري، وهي مجلة عن الخيال الجنائي.
   كانا أيضًا مؤرخين بارزين في هذا المجال، وحررا العديد من المجموعات والمختارات من القصص القصيرة مثل «مغامرات شيرلوك هولمز السيئة».
كانت مختاراتهم المكونة من 994 صفحة للمكتبة الحديثة، 101 عام للترفيه: قصص المباحث العظيمة، 1841-1941، عملًا تاريخيًا طُبع لسنوات عديدة.
   تحت اسمهم المستعار الثنائي، مُنح أبناء العمومة جائزة غراند ماستر للإنجازات (بالإنجليزية: Grand Master Award for achievements) في مجال قصة الغموض من قبل كتاب الغموض في أمريكا في عام 1961.
   كانت ملكة إليري الخيالية بطلة أكثر من 30 رواية والعديد من مجموعات القصص القصيرة، كتبها داناي ولي ونشرت تحت اسم مستعار إليري كوين.
   كتب داناي ولي أيضًا أربع روايات عن محقق يدعى دروري لين باستخدام الاسم المستعار بارنابي روس. وقد سمحا باستخدام اسم إليري كوين كاسم منزل لعدد من الروايات التي كتبها مؤلفون آخرون من الخطوط العريضة التي قدمها داناي، وقد نُشر معظمها في الستينيات كنسخة أصلية من الغلاف الورقي ولم تُظهر إليري كوين كشخصية.
    ظل داناي ولي حذرين بشأن أساليب كتابتهما. كتب الروائي والناقد إتش آر إف كيتنغ: «كيف فعلوا ذلك حقًا؟ هل جلسا معاً وتوصلوا إلى الأشياء كلمة بكلمة؟ هل كتب أحدهما الحوار والآخر السرد؟ ...». ما حدث في نهاية المطاف هو أن فريد داناي، من حيث المبدأ، أنتج المؤامرات، والقرائن، وما يجب استنتاجه منها بالإضافة إلى الخطوط العريضة للشخصيات وجمع مانفريد لي كل شيء بالكلمات. لكن من غير المرجح أن يكون واضحًا مثل هذا الحد.
   وفقًا للناقد أوتو بينزلر، «بصفته عالم مختارات»، فإن إليري كوين بلا نظير، وذوقه لا مثيل له. وبصفته مؤلف ببليوغرافيا وجامعًا للقصة البوليسية القصيرة أيضًا، فإنه عدَّ كوين شخصية تاريخية. في الواقع، من الواضح أن إليري كوين، بعد بو (بالإنجليزية: Poe)، أهم شخصية أمريكية في رواية الغموض.
   كتبت روائية الجريمة البريطانية مارجري ألينجهام أن إليري كوين «فعل أكثر بكثير في القصة البوليسية من أي رجلين آخرين مجتمعين».

## أسلوب خيالي
تُعد روايات الملكة أمثلة على لغز «اللعب النظيف» الكلاسيكي، وهي أمثلة كتابية لما أصبح يعرف بالعصر الذهبي للخيال البوليسي. نظرًا إلى أن القارئ يحصل على القرائن بنفس طريقة المحقق البطل، يصبح الكتاب لغزًا فكريًا يمثل تحديًا. وصفها الكاتب الغامض جون ديكسون كار بأنها «أعظم لعبة في العالم».
   تميزت روايات الملكة المبكرة بأدلة وحلول معقدة. في لغز التابوت اليوناني (1932)، لغز التوأم السيامي، وغيرها، يجري اقتراح حلول متعددة للغموض، وهي ميزة ظهرت أيضًا في كتب لاحقة مثل مزدوج، مزدوج، وأعجوبة العشرة أيام.
   أصبح «الحل الخاطئ للملكة، متبوعا بالحقيقة» سمة مميزة للشريعة. عنصر أسلوبي آخر في العديد من الكتب المبكرة «لا سيما لغز الأحذية الهولندية، وسر المسحوق الفرنسي، وبيت منتصف الطريق »هو طريقة إليري لإنشاء قائمة بالسمات (القاتل ذكر، والقاتل يدخن أنبوبيًا، وما إلى ذلك). ثم، من خلال مقارنة كل مشتبه به بهذه السمات، فإنه يقلل من قائمة المشتبه بهم إلى اسم واحد، وغالبا ما يكون اسما غير مرجح.

## في وسائل الإعلام الأخرى
في الراديو، تم الاستماع إلى مغامرات إليري كوين على جميع الشبكات الثلاث من عام 1939 إلى عام 1948. وخلال السبعينيات، بدأت برامج الحشو الراديوية المنتظمة، ألغاز دقيقة الملكة إليري، بمذيع يقول، «هذه إليري كوين ...» واحتوت على حالة قصيرة مدتها دقيقة واحدة. شجعت المحطة الإذاعية المتصلين على حل اللغز والفوز بجائزة الراعي. بمجرد العثور على الفائز، تم بث الحل كتأكيد. يمكن العثور على دليل حلقة كاملة وتاريخ هذا البرنامج الإذاعي في كتاب The Sound of Detection: Ellery Queen's Adventures in Radio، الذي نشرته(بالإنجليزية : OTR Publishing) أو،أر،تي في 2002. مغامرة العث المقتولين (Crippen & Landru، 2005) هي الأولى طبعة كتاب للعديد من النصوص الإذاعية.